# Štefan Šubic
Štefan Šubic, slovenski umetnik, * 22. december 1820, Hotovlja, † 9. junij 1884, Poljane nad Škofjo Loko.
Štefan Šubic je imel delavnico v Poljanah nad Škofjo Loko, v njej pa je izdeloval oltarje, ki danes krasijo kar nekaj slovenskih cerkva. Umetniško se je učil v Železnikih pri mojstru Janezu Groharju. Največ njegovih del je ohranjenih v cerkvi v Poljanah. Tudi njegova sinova Janez in Jurij sta postala umetnika.